# Ryan Peake

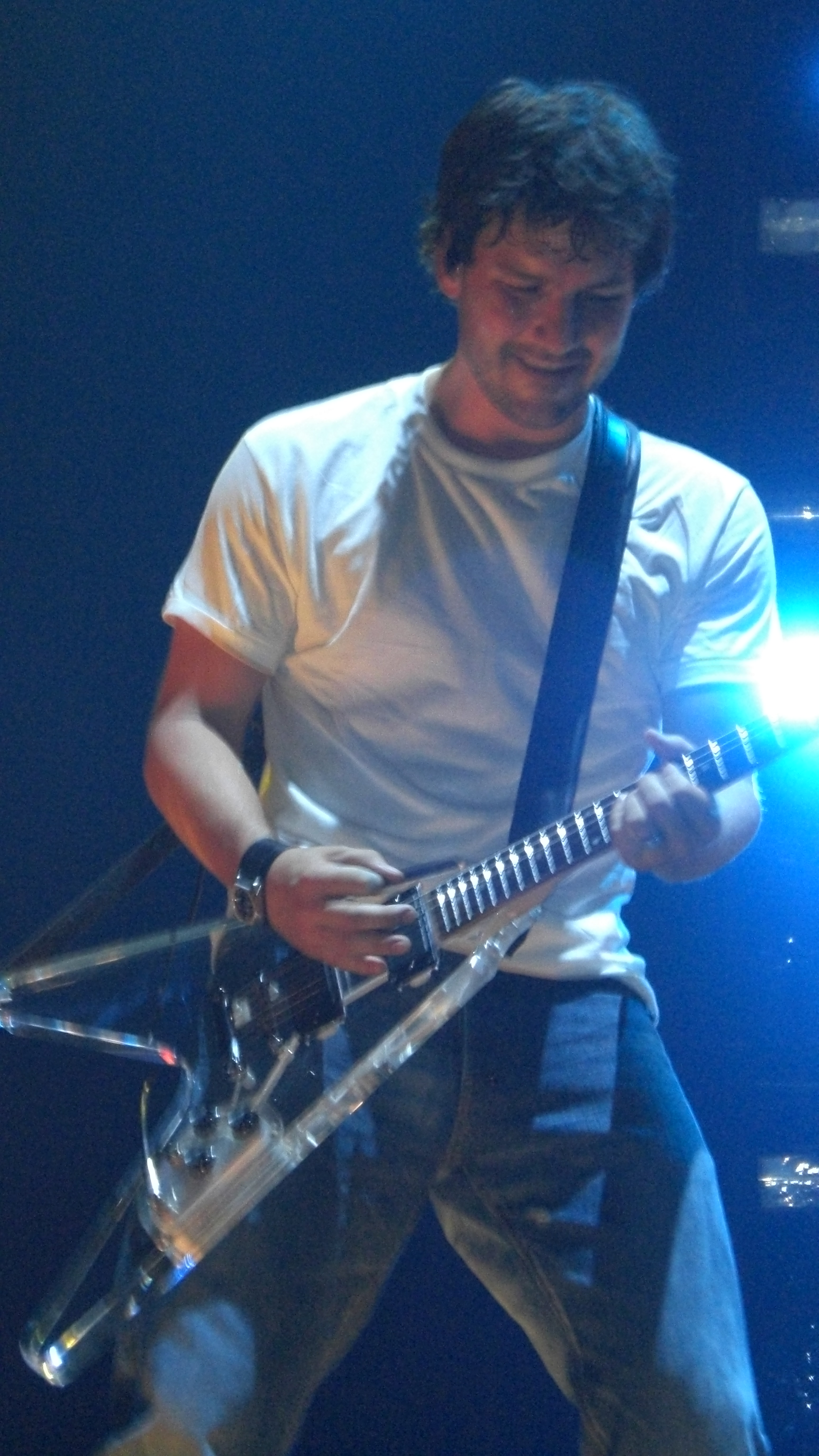
Ryan Peake in concerto nel 2008 allo Wembley Stadium.

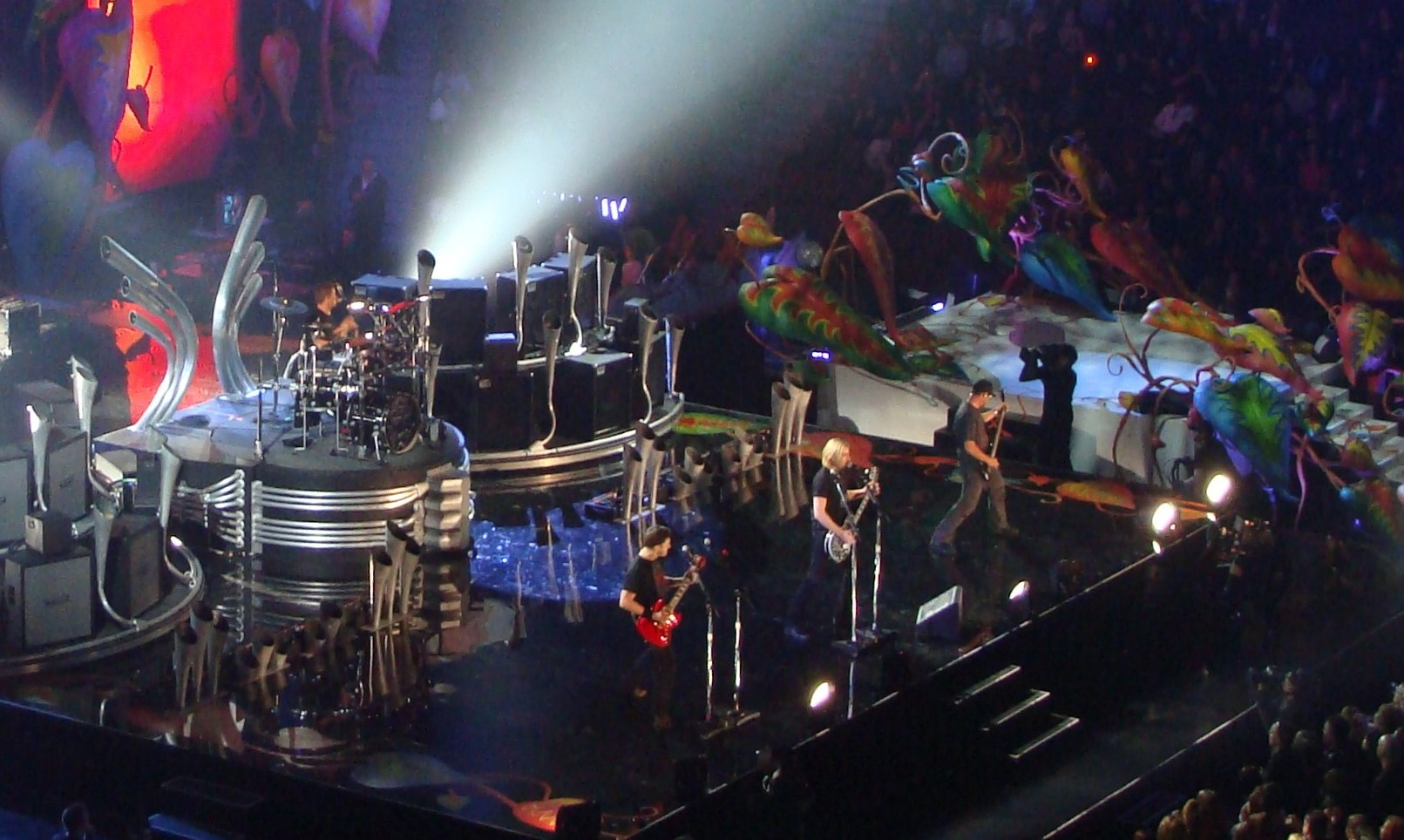
I Nickelback in concerto al Juno Awards nel 2009.

Ryan Anthony Peake (Brooks, 1º marzo 1973) è un chitarrista, pianista e cantante canadese, membro della rock band Nickelback in cui milita dal 1996 in veste di chitarrista, seconda voce e occasionalmente pianista.

## Biografia
Poco dopo terminati gli studi, lui e la sua famiglia si trasferirono in una piccola comunità agricola ad Hanna, dove conobbe i fratelli Chad e  Mike Kroeger. I tre suonarono in una cover band che però dopo poco tempo si sciolse. Nel 1996, dopo esattamente un anno, i ragazzi si riunirono, e con l'ingresso di Brandon Kroeger (cugino di Chad e Mike) costituirono la prima formazione dei Nickelback. I brani venivano scritti da Chad Kroeger, chitarrista e cantante della band. Abbastanza presto le stazioni radio canadesi cominciarono a trasmetterli, e dopo un accordo con la Roadrunner Records la band raggiunse una grande notorietà con il singolo Leader of Men, pubblicato nel 1999. Il gruppo però raggiunse il massimo della fama col singolo How You Remind Me nel 2001, facendosi conoscere in tutto il mondo. Ryan ha co-scritto alcune delle canzoni più famose dei Nickelback, ed esegue la maggior parte dei controcanti, come per esempio in Savin' Me.

## Vita privata
È sposato con Treana Peake, la coppia ha due figli: Dax e Acadia.

## Strumentazione
Utilizza principalmente chitarre Gibson come Les Paul, Gibson Explorer e una Gibson Flying Vs modificata per assomigliare ad una Flying V che suona spesso nei concerti. È raro vedere un chitarrista utilizzare una chitarra così economica ma Peake dice di amarla molto. Nella sua carriera ha anche utilizzato e modificato Fender Telecaster, infatti sostituisce il pickup della telecaster con EMG Humbuckers. Mentre per le chitarre acustiche usa Morgan Acoustic Guitars e nei concerti suona la vecchia chitarra del padre, questa la si può vedere nel video di Photograph suonata da Chad Kroeger.

## Curiosità
- Durante i concerti canta spesso cover di diverse band tra le quali Super Bon Bon e Saturday Night's Alright (For Fighting).
- È il secondo membro più anziano dei Nickelback, ed ha una moglie e due figli.
- Ha uno stile simile a Chris Shiflett, chitarrista dei Foo Fighters.
- Tra le sue influenze principali troviamo i Megadeth e Metallica.

## Discografia

### Album in studio
- 1996 - Curb
- 2000 - The State
- 2001 - Silver Side Up
- 2003 - The Long Road
- 2005 - All the Right Reasons
- 2008 - Dark Horse
- 2011 - Here and Now
- 2014 - No Fixed Address
- 2017 - Feed the Machine

### EP
- 1996 - Hesher

### Raccolte
- 2002 - Three Sided Coin
- 2008 - Never Gonna Be Alone Special Sampler
- 2013 - The Best of Nickelback Volume 1